# Oberer Markt 7 (Volkach)

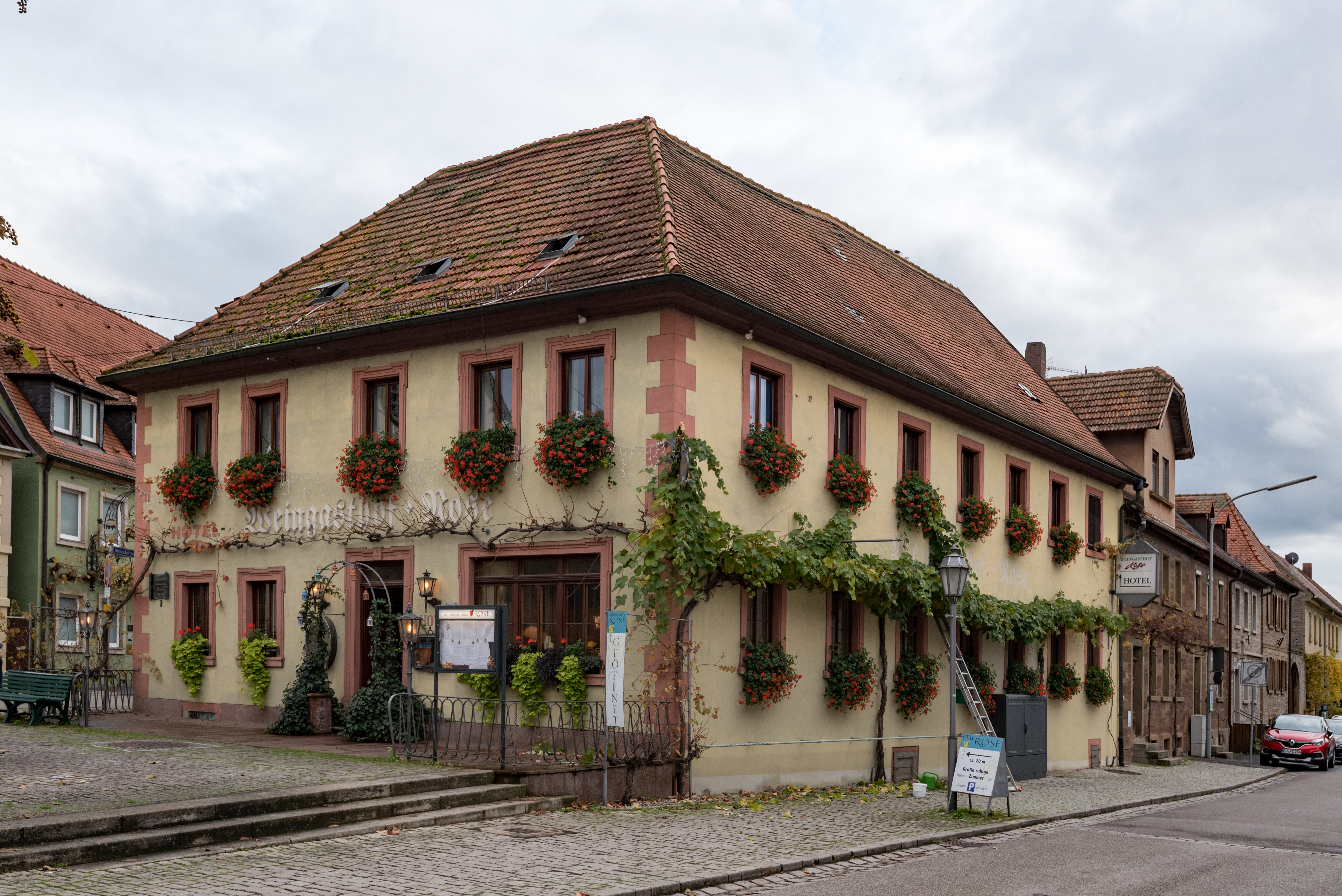
Das Haus Oberer Markt 7

Das Haus Oberer Markt 7 (früher Hausnummer 12) ist ein denkmalgeschütztes Gebäude in der Kernstadt des unterfränkischen Volkach. Heute bildet der Bau den Mittelpunkt des Oberen Marktes und wird als Weingasthof Rose (ehemals Gasthof Zur Rose) geführt.

## Geschichte

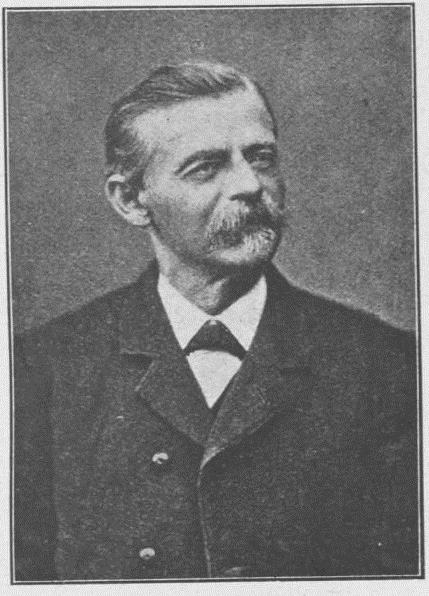
Sebastian Geist wurde im Haus geboren

Erstmals urkundlich erwähnt wurde ein Gebäude an dieser Stelle im Jahr 1690. Bereits im Jahr 1698 bestand eine „Schenkstatt“, also ein Gasthof in der Oberen Vorstadt, den Hans Peter Vogel als Wirt führte. Zum Haus gehörten eine Scheune neben dem Armenhaus, mehrere Grundstücke und Weinberge. Vogel betrieb neben dem Gasthof auch eine Sattlerwerkstatt. Er war noch 1730 als „Rosenwirth“ tätig, bereits im Jahr 1713 war die Bezeichnung Rose erstmals erwähnt worden.
Nach Vogels Tod 1736 übernahm seine Witwe die Gaststätte. Im Jahr 1771 wandelte der neue Besitzer Peter Schulz das Haus in ein Wohn- und Geschäftshaus um. 1776 saß Georg Ackermann dort. Im Jahr 1800 wurde das Gebäude wieder ein Gasthaus, das von Michael Mittenzwei geführt wurde. Im Obergeschoss waren wohl Wohnungen untergebracht, in einer davon wurde 1816 der spätere Kunstmaler Peter Geist geboren, ein Jahr später kam dort sein Bruder Sebastian Geist zur Welt, der Uhrmacher wurde.
Michael Mittenzwei übergab das Haus vor 1825 seinem Sohn Rudolf Mittenzwei, der neben dem Gasthaus eine Rotgerberwerkstatt betrieb. Rudolf Mittenzwei starb vor 1860. Im Jahr 1886 erwarb Josef Domenikus Schmitt das Haus. In der zweiten Hälfte des 19. Jahrhunderts folgten häufige Besitzerwechsel. Zuerst saß das Ehepaar Johann und Anna Deppisch dort, nach 1903 war Michael Gaßner als Rosenwirt tätig.
1918 übernahm Sebastian Heßmann das Haus. Mitglieder seiner Familie sind bis heute als Rosenwirte tätig. Noch 1951 war Sebastian Gaßmann der Gaststätteninhaber, 1960 ist Josef Heßmann als Wirt nachgewiesen. Er begann auch mit dem Weinbau und baute ein Weingut auf. Seit dem Jahr 1984 betreibt Michael Heßmann den als Weingasthof umbenannten Rosen-Gasthof. 1999 gestaltete der Künstler Norbert Kleinlein den Platz vor dem Gasthof mit Bronzemedaillons und einem Wasserlauf zum sogenannten Volkacher Geschichtsbuch mit Szenen aus der Stadtgeschichte um.

## Beschreibung
Das Haus ist ein zweigeschossiges, mit einem Walmdach versehenes Traufseithaus aus dem 18. Jahrhundert, das den südlichen Abschluss des Platzes bildet. Bei einer Renovierung brachte man Eckquader an, die Sandsteingewände der Fenster sind geohrt und teilweise fasziert. Eine Tafel verweist mit der Inschrift „Geburtshaus des fränkischen Malers/Peter Geist (1816–1867)“ auf den berühmtesten Bewohner des Gebäudes.